# Shakin' All Over
Singles de Johnny Kidd and the Pirates
You Got What It Takes Restless
Shakin' All Over est une chanson de Johnny Kidd and the Pirates écrite par Frederick Heath (le vrai nom de Johnny Kidd) qui est devenue un standard du rock 'n' roll britannique.
Enregistré le 13 mai 1960 à Londres dans les studios d'Abbey Road, ce rock 'n' roll lancinant (avec son célèbre riff de guitare joué par Joe Moretti) est édité en single sur le label HMV en juin, avec Yes Sir, That's My Baby en face B. Le disque atteint la première place du hit-parade britannique le 4 août 1960.
Johnny Kidd la réenregistre en 1965 avec de nouveaux musiciens sous le titre Shakin' All Over '65.

## Reprises
La chanson est reprise en 1961 par Vince Taylor chez Barclay. En 1964, le groupe de beat The Swinging Blue Jeans obtient un hit mineur au Royaume-Uni avec ce titre. La version des canadiens de The Guess Who l'année suivante rencontre un certain succès en Amérique du Nord, tandis que celle de Normie Rowe est n°1 en Australie.
Cependant, l'adaptation la plus célèbre est celle des Who, qui l'ont interprétée en concert à maintes reprises. On la retrouve notamment sur l'album Live at Leeds en 1970.
La chanson a également été reprise, entre autres, par Suzi Quatro sur son premier album, par les Flamin' Groovies sur Still Shakin' (1977), par Billy Idol, Steve Marriott sur 30 Seconds to Midnight (1993), Iggy Pop sur Avenue B en 1999, par The Yardbirds en 2005 et par Headcat, le groupe de rockabilly de Lemmy Kilmister, sur l'album Walk the Walk...Talk the Talk (2011).

## Divers
- Dans la chanson qui va le révéler au grand public en France, Gaby oh Gaby sortie en 1980, Alain Bashung rend hommage à son idole dans les paroles : « J'sens comme un vide, remets-moi Johnny Kidd ».